# Josefa Faimonová

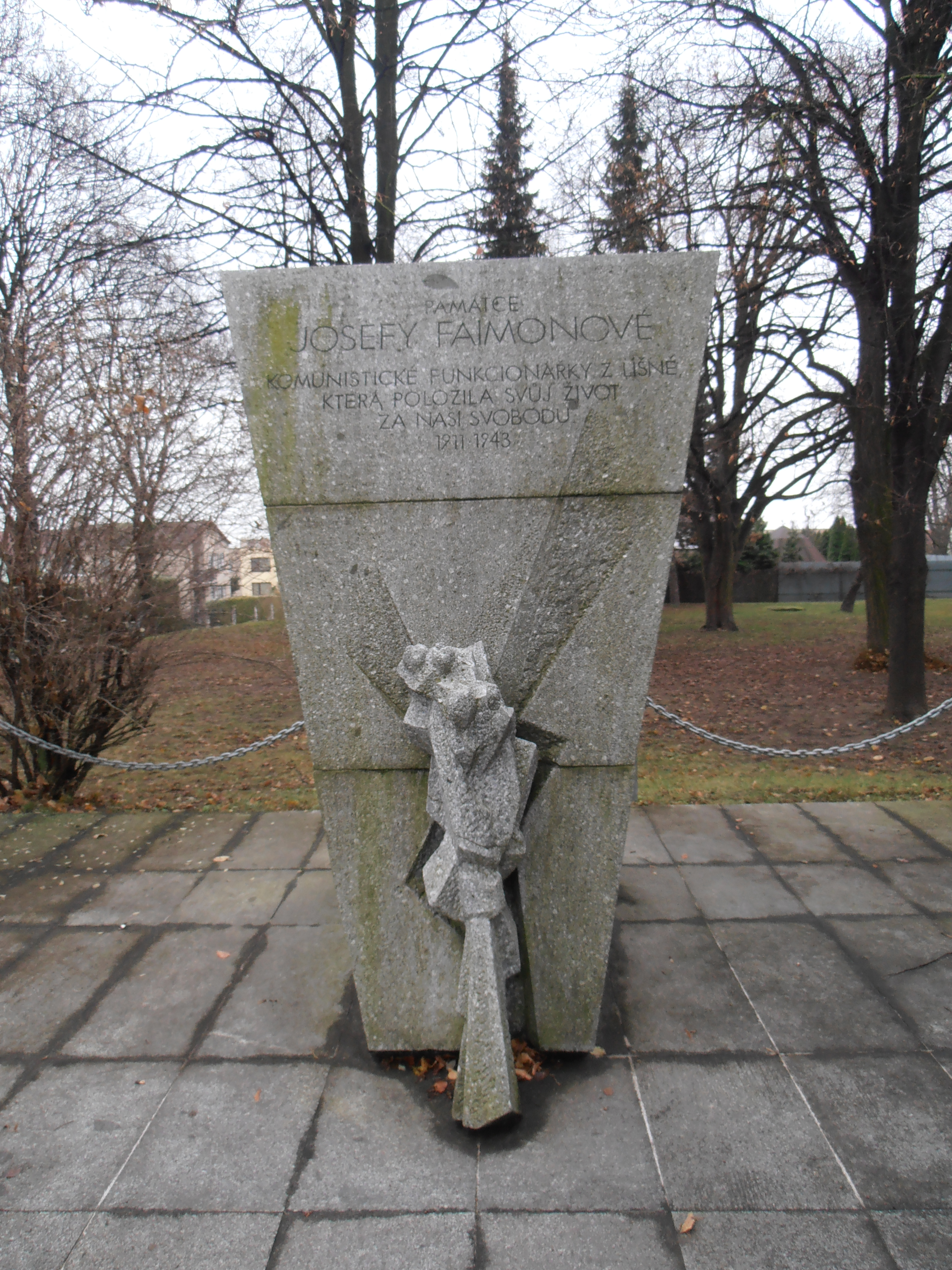
Pomník Josefy Faimonové v parku při ulici Trnkova v Brně–Líšni

Josefa Faimonová (18. srpna 1911 Líšeň – 12. října 1943 Praha-Pankrác) byla česká komunistická mládežnická politička, za Protektorátu Čechy a Morava aktivní účastnice protiněmeckého (II.) odboje. Členka III. ilegálního vedení KSČ; jako jediná z žen v odboji dlouhodobě působila ve všech nejvyšších strukturách ilegálního vedení KSČ.

## Život

### Rodinné zázemí a aktivity do roku 1938
Josefa Faimonová se narodila 18. srpna 1911 v Líšni do rodiny zakládajících členů KSČ. Jejím otcem byl dělník v kamenolomu Jan Faimon, její matkou byla Josefa Faimonová (rozená Kroupová). Po skončení základní školy pracovala u velkostatkáře Belcrediho a později pracovala jako dělnice v továrně na spirálové vrtáky.
Výchova v silně levicovém rodinném prostředí determinovala její další politické směrování. Již od svého útlého věku byla účastna v dělnickém a komunistickém hnutí. V Dělnické tělocvičné jednotě (DTJ) cvičila již od svých sedmi let. Již od 14 let byla členkou organizace komunistické mládeže (Československého Komsomolu). Také se angažovala ve Federaci dělnických tělocvičných jednot (FDTJ)
Hojně se účastnila demonstrací, agitovala a distribuovala nejen komunistický (stranický) tisk, ale i letáky. Značně oblíbena byla zejména mezi levicově orientovanou mládeží. V roce 1929 tajně odjela do Sovětského svazu, aby tam (v letech 1929 až 1930) absolvovala Ústřední Leninskou školu Komsomolu v Moskvě. (Jednalo se o intenzivní školení zaměřené na výchovu komunistických funkcionářů a agitátorů.) Po návratu z Moskvy do Československa byla za účast na zakázané demonstraci v roce 1930 zatčena a následně odsouzena k podmínečnému trestu tří týdnů vězení. Další školení v Moskvě absolvovala v roce 1932. Po návratu ze Sovětského svazu spoluorganizovala akce na podporu stávkujících horníků rosicko-oslavanského revíru. V roce 1936 se v Líšni podílela na agitační kampani, díky níž v obecních volbách získala KSČ třetinu míst v zastupitelstvu (starostou Líšně byl zvolen komunistický kandidát J. Ondráček).

### V protektorátu
Po podepsání Mnichovské dohody (30. září 1938) – za druhé republiky (1938–1939) byla dne 20. října 1938 úředně činnost KSČ zastavena, komunisté tak byli postaveni mimo zákon a strana přešla do ilegality. Komunisté začali vytvářet ilegální struktury (buňky) a do budování podzemní stranické sítě na Brněnsku se zapojila i Josefa Faimonová.
Po obsazení Čech a Moravy nacistickým Německem dne 15. března 1939 se záhy v Protektorátu Čechy a Morava zapojila do řad domácího odboje. Nejprve rozšiřovala letáky ilegální organizace Národního hnutí pracující mládeže. Nejdříve krátce působila v Ostravě. Následující vlna zatýkání v listopadu 1939 ji přinutila k odchodu do Čech (pobývala střídavě v Praze a na Královéhradecku). Na začátku roku 1940 byla nucena přejít do ilegality.

#### I. ilegální ústřední výbor KSČ
Do Prahy přešla v roce 1940 a působila zde až do února roku 1941 jako spojka pro členy vedoucí stranické pětky I. ilegálního ÚV KSČ a jako instruktorka I. ilegálního vedení ÚV KSČ. V Praze také (pod krycím jménem Vlasta Krátká, užívala i přezdívky Vlasta, Fešanda, Milada) vykonávala funkci sekretářky krajské organizace. Na činnost ilegální KSČ se zaměřilo gestapo, které již během roku 1940 pozatýkalo celou řadu v odboji aktivních komunistů. Největší úder byl komunistické straně zasazen 12. února 1941, kdy došlo k zatčení členů ÚV s výjimkou komunistického funkcionáře, novináře a politika Jana Ziky. Poté následovalo zatýkání dalších funkcionářů strany a likvidace jejich ilegálního radiového spojení. (Zika se pak skrýval na různých místech v Praze, např. ve vile Jindřicha Plachty.)

#### II. ilegální ústřední výbor KSČ
Poté se Jan Zika stal organizátorem a hlavním vedoucím ve II. ilegálním ústředí KSČ, které reálně existovalo od jara 1941 až do léta (června) 1942. Po rozbití I. ilegálního vedení ÚV KSČ v únoru 1941 pokračovala Josefa Faimonová ve spolupráci s Janem Zikou a s II. ilegálním vedením ÚV KSČ.

#### III. ilegální ústřední výbor KSČ
Po rozbití II. ilegálního ÚV KSČ (v červnu 1942) se ještě v létě 1942 ustavilo III. ilegální vedení KSČ (to fungovalo se dvojím rozštěpeným vedením od června 1942 do srpna 1944). To vedl člen II. ilegálního výboru KSČ Josef Molák (1893–1943). a Josefa Faimonová se stala jeho členkou a přenesla svoji působnost opět do Prahy.

#### Mimopražské působení
Během své ilegální činnosti střídala svoje krycí jména (Milada, Eva, Fešanda, Nina, Vlasta, Dočka). Základnu měla Josefa Faimonová sice v Praze, ale jako instruktorka často cestovala po dalších krajích. Pobývala v jižních Čechách na Písecku a ve východních Čechách na Královéhradecku. Až do léta 1942 pracovala jako instruktorka a krajská sekretářka v Hradci Králové. Společně s organizátorem odboje Josefem Formánkem v severovýchodních Čechách řídila ilegální KSČ s krajskou působností v Hradci Králové. (Formánek pracoval jako instruktor pro ilegální ÚV KSČ pro Východočeský kraj.) Když v létě 1942 odešla Faimonová z Královéhradecka, organizoval Formánek komunistický odboj v této oblasti s železničářem Bohumilem Říčařem (1896–1944).

#### František Mařík
Josefa Faimonová se při práci v odboji seznámila na jaře 1941 s medikem Františkem Maříkem a záhy se z nich stali milenci. Mařík pocházel z jižních Čech a po uzavření vysokých škol v protektorátu (17. listopadu 1939) pracoval sice jako pomocný dělník, ale současně byl koordinátorem ilegálních stranických buněk v pražských závodech. Společně s Josefou Faimonovou se účastnil politického vedení Pražského kraje. (Faimonová byla v pracovním styku i s dalšími vlivnými postavami odboje: Josefem Molákem a Rudolfem Vetiškou.)
Společně s Františkem Maříkem se Josefa Faimonová stala v únoru 1943 vedoucí ilegální KSČ s působností v pražském kraji a tuto funkci vykonávala až do svého zatčení (začátek září 1943), kdy konfident její totožnost sdělil gestapu.

#### Jaroslav Fiala
Josef Molák na jaře roku 1943 jmenoval jako svoji osobní spojku s pražským vedením komunistu Jaroslava Fialu. Fiala vystudoval v Moskvě leninskou školu, podílel se na organizování interbrigád na podporu španělské demokracie a byl rovněž aktivní v domácím protiněmeckém odboji. Gestapo jej zatklo celkem dvakrát. Po prvním zatčení se skrýval v ilegalitě aby se nakonec infiltroval jako konfident gestapa do III. ilegálního ÚV KSČ. Během své aktivní konfidentské činnosti vydal do rukou gestapa asi 1 500 odbojářů. Jaroslav Fiala si s blížícím se koncem druhé světové války hodlal zajistit alibi a předstíral součinnost s odbojem tím, že odhalil odbojářům totožnost několika jiných konfidentů gestapa. Nakonec byl ale zatčen a 2. května 1945 popraven v Malé pevnosti Terezín.

#### Josef Laštovička
V posledních týdnech před svým zatčením Josefa Faimonová navázala spojení s tlumočníkem gestapa Josefem Laštovičkou (1912–1943), který byl (v letech 1941 až 1943) zaměstnán v pražské centrále gestapa v Petschkově paláci, organizačně spadal do protikomunistického referátu „II a“ vedeného komisařem gestapa SS-Hautpsturmführerem Heinzem Janturou (Hans Jantura) a dodával informace odboji. Ačkoli pracoval pro tajnou státní policii, všemožně dlouhodobě a účinně pomáhal vyslýchaným a zatčeným. Informace od Laštovičky procházely nepřímou cestou (a s mírným zpožděním) přes policejní odbojovou organizací „Blaník“ (a přes pracovníky družstva „Bratrství“). (Přes „Bratrství“ pak doputovaly k Josefě Faimonové a ta je předávala Josefu Molákovi.) Laštovička Faimonovou před Jaroslavem Fialou varoval zprávou, kterou zaslal 17. srpna 1943 a ve které stálo: „Vedoucí Pardubic je zrádcem strany.“ Tato informace ale byla na své cestě zadržena (a dostala se zprostředkovaně do rukou „Kaliny“ – konfidenta Jaroslava Fialy, který ji předal gestapu) a písmoznalecký posudek detekoval Josefa Laštovičku jako jejího nezpochybnitelného pisatele. Laštovička byl 26. srpna 1943 zatčen přímo v úřadovně gestapa, podroben měsíc trvajícím krutým výslechům a dne 29. září 1943 (bez soudu) zabit ve své cele v Pankrácké věznici v Praze.

#### Zatčení, výslechy, ...
Konfident gestapa Jaroslav Fiala nechal v létě 1943 zatknout dva instruktory pražského kraje: Josefu Faimonovou a Františka Maříka. S oběma si (s vědomím komisaře Emila Friedricha) dohodl ilegální schůzku na pražském Klárově. Josefa Faimonová si všimla, že je nejspíše sledována (gestapo znalo její ilegální místo pobytu) ale byla zatčena (3. září 1943) jen krátce poté, co odešla ze schůzky na Klárově v Praze. Zatčen byl i František Mařík v Praze-Vršovicích v ulici Na Spojce.
Mařík byl podroben zostřenému výslechu gestapem v Petschkově paláci v Praze a byl mučen. Svoji ilegální činnost na gestapu nakonec doznal a při výslechu vyzradil i spojení k pražským organizacím. František Mařík byl popraven 28. února 1944 v Drážďanech.
Josefa Faimonová byla ve věznici v Praze na Pankráci při zostřených výsleších gestapem nelidsky mučena a bita několik dní až do bezvědomí. Obávala se, že při takovýchto výsleších nevydrží mlčet a vyzradí svoje spolupracovníky. Dobrovolně si proto vzala život tím, že se 12. října 1943 (den po posledním výslechu) uškrtila v cele na vlastní punčoše.

### Po druhé světové válce
Po skončení druhé světové války byla Josefa Faimonová vyznamenána (in memoriam)  Československým válečným křížem 1939. Také obdržela  Pamětní odznak druhého národního odboje a Zlatou hvězdu Řádu za svobodu.

### Připomínky
- Jedna z ulic v Brně-Líšni nese (od 28. prosince 1978) její jméno (ulice Josefy Faimonové).[4][1][18]
- Její jméno bylo uvedeno na pamětní desce umístěné na průčelí mezi okny domu na adrese: Šimáčkova 135/01. Pamětní deska byla odstraněna v roce 1990.[1][19]
- Její jméno je uvedeno na pamětní desce (Oběti okupace) ve vstupní hale vlevo v objektu základní školy na adrese: Holzova 1461/1, 62800 Brno-Líšeň (GPS souřadnice: 49.2020417N, 16.6946603E)[1][20]
- Její jméno je uvedeno na památníku (z roku 1959), který je věnován obětem druhé světové války (Šimáčkova 190/01; za branou hřbitova v Brně-Líšni vpravo).[1][21]
- Její osobě je věnován pomník Josefy Faimonové který se nachází v parku na místě bývalého hřbitova[1] v Brně-Líšni (GPS souřadnice: 49.2020706N, 16.6884550E) při ulici Trnkova. Pomník vznikl v roce 1985, v roce 2009 prošel úpravou. Je dílem Miloslava Kramoliše a Zdeňka Makovského. V horn třetině jehlanu je rytý nápis: Památce Josefy Faimonové // komunistické funkcionářky z Líšně // která položila svůj život // za naši svobodu // 1911–1943 //[22]

## Fotogalerie

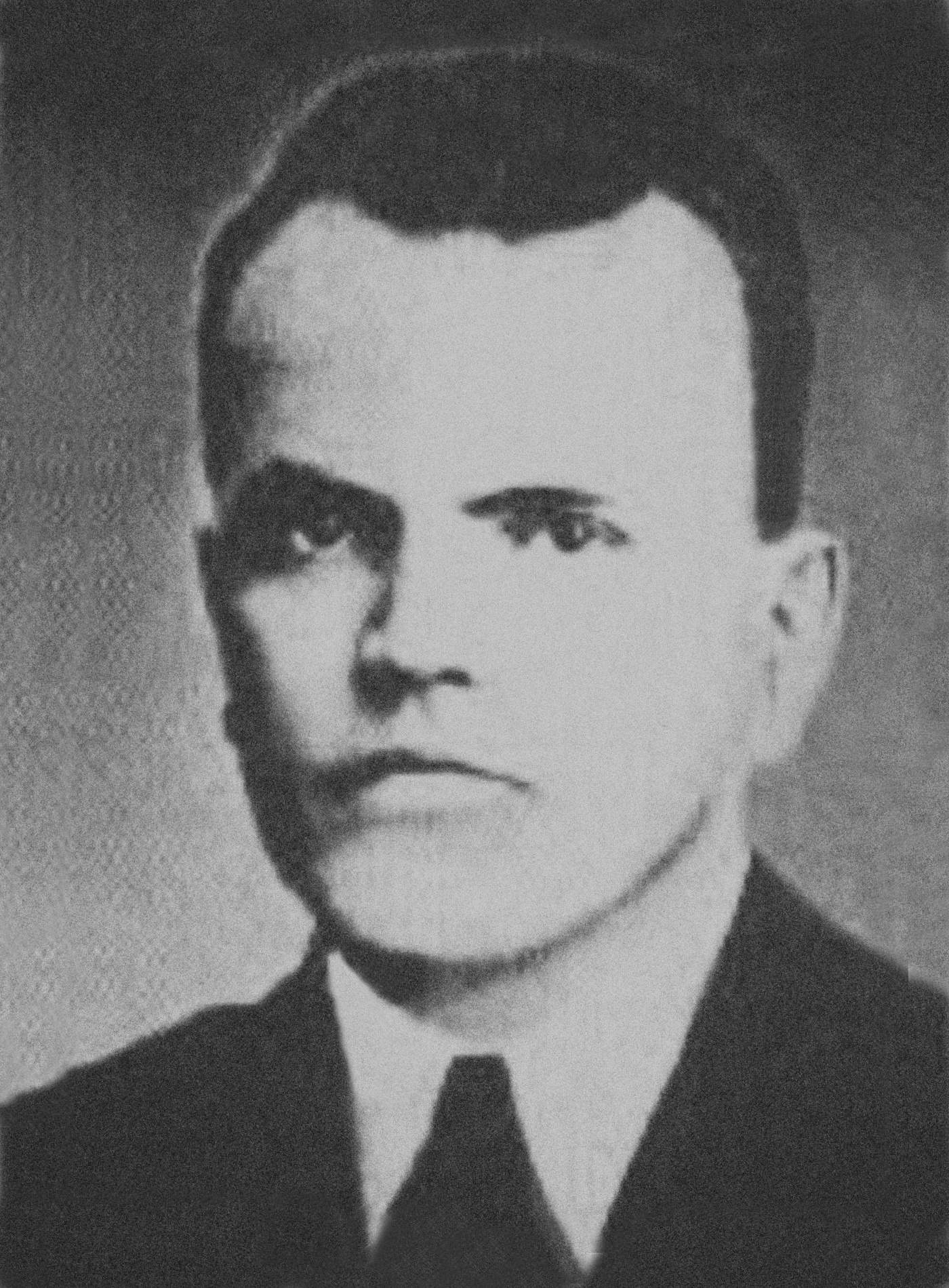
Jan Zika
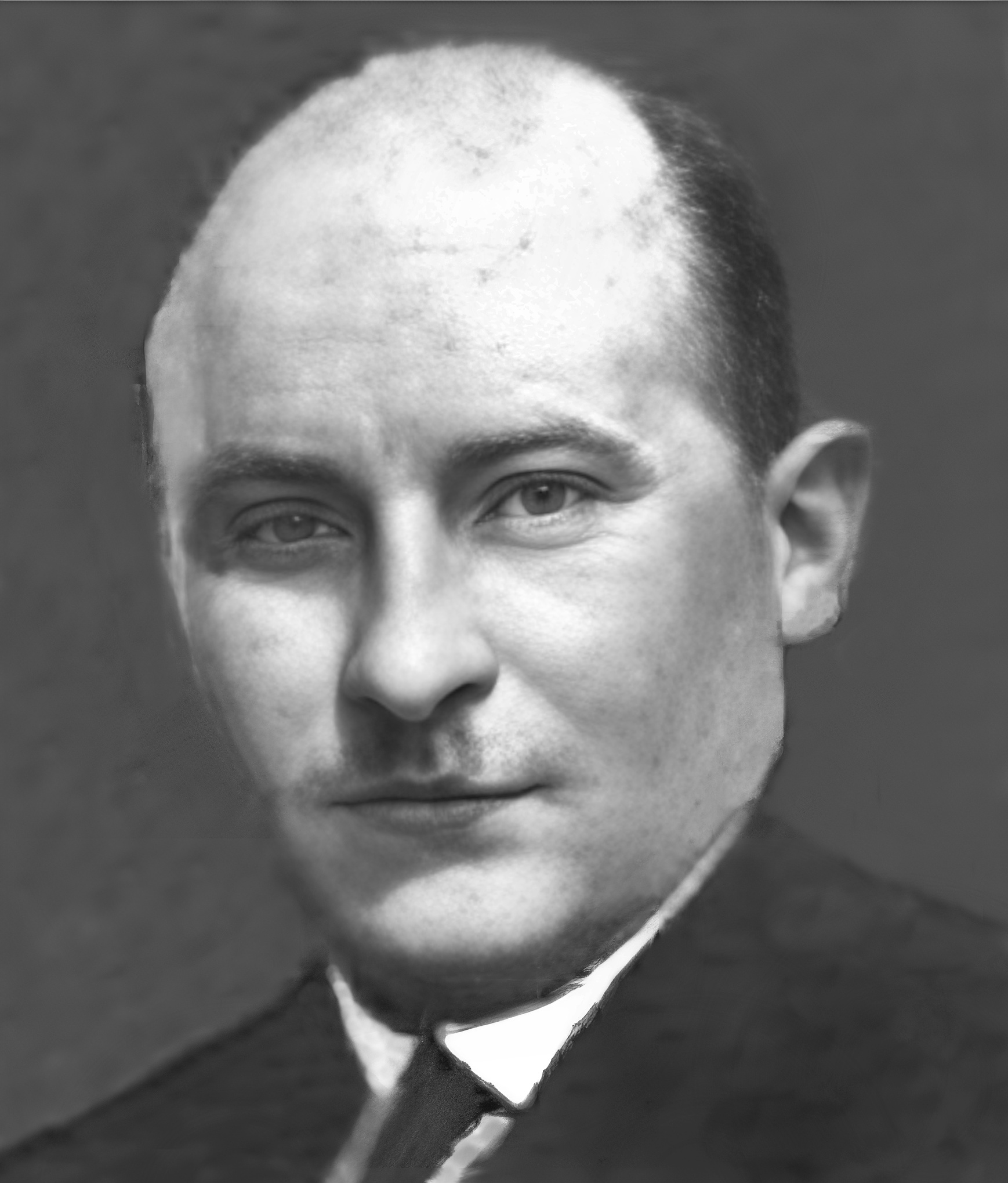
Josef Molák
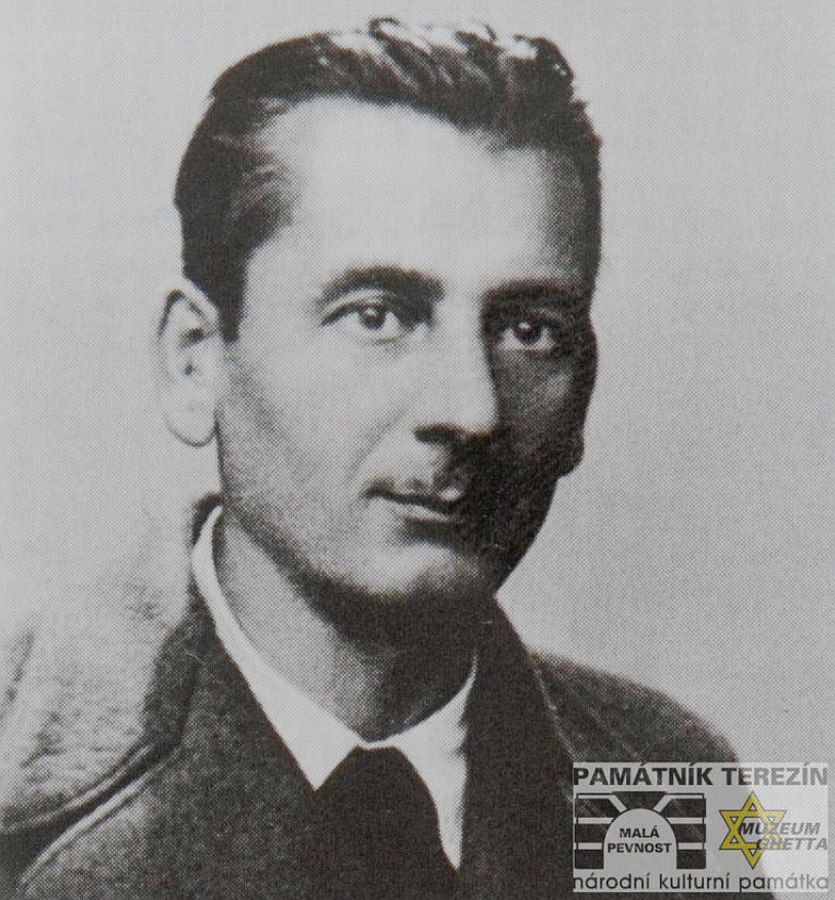
Josef Formánek
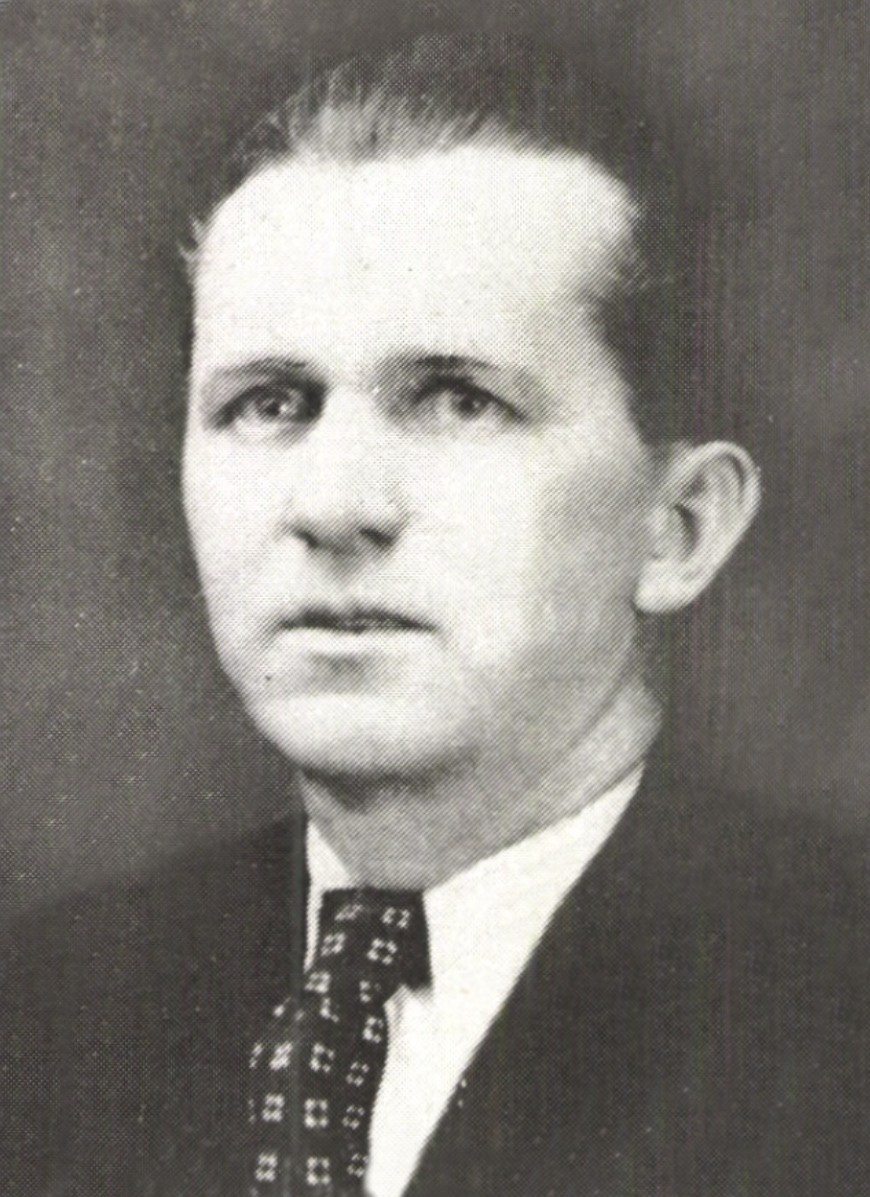
Jaroslav Fiala
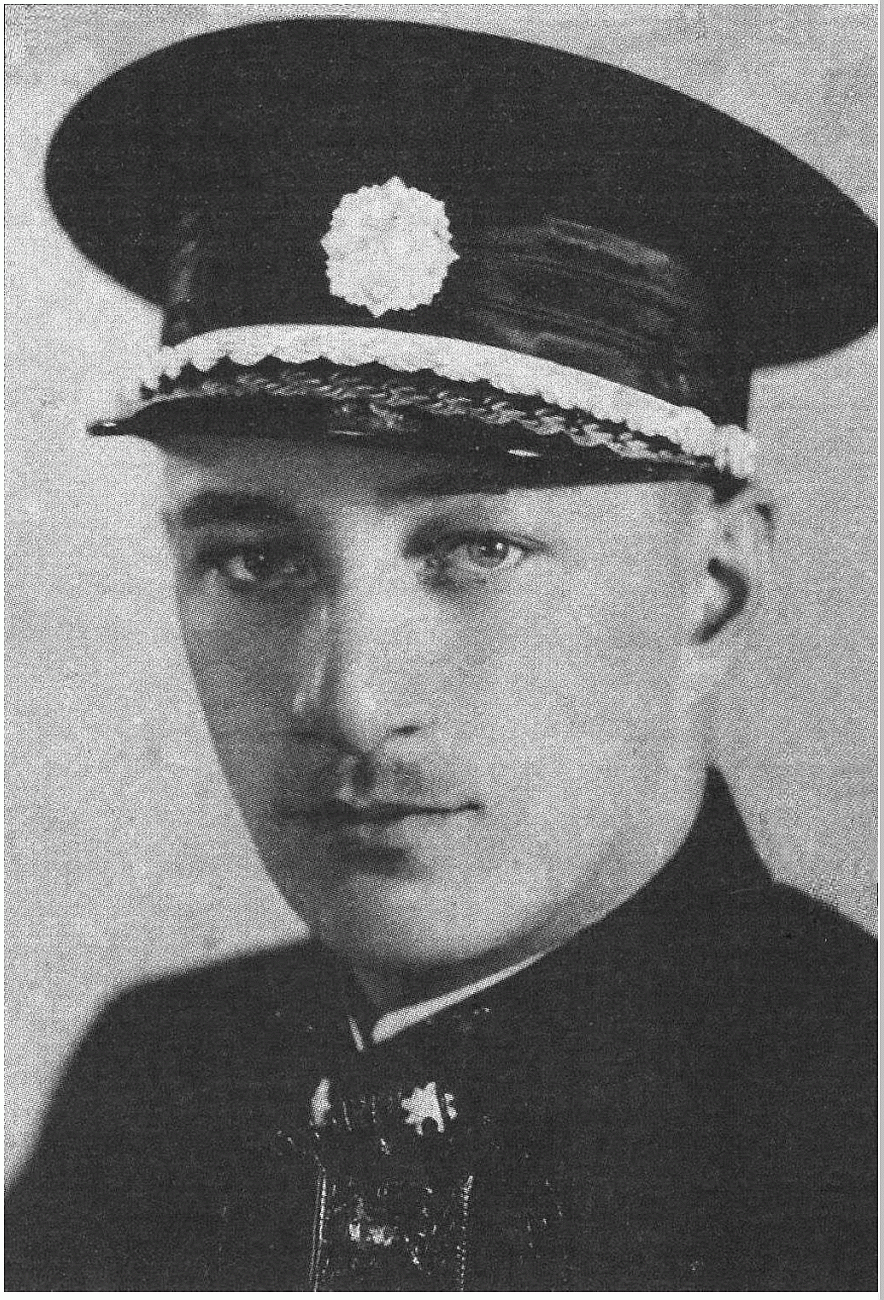
Josef Laštovička